# Sierra de Cabrera-Bédar
Sierra de Cabrera-Bédar este o arie protejată (arie specială de conservare — SAC, sit de importanță comunitară — SCI) din Spania întinsă pe o suprafață de 33.705,83 ha, integral pe uscat.

## Localizare
Centrul sitului Sierra de Cabrera-Bédar este situat la coordonatele 37°05′41″N 2°00′12″W / 37.0948°N 2.0032°V.

## Înființare
Situl Sierra de Cabrera-Bédar a fost declarat sit de importanță comunitară în decembrie 1997 pentru a proteja 2 specii de plante și 11 specii de animale. Situl a fost protejat și ca arie specială de conservare în ianuarie 2015.

## Biodiversitate
Situată în ecoregiunile marină mediteraneană și mediteraneană, aria protejată conține 27 de habitate naturale: Matorral arborescenți cu Zyziphus, Pajiști umede mediteraneene cu ierburi înalte de Molinio-Holoschoenion, Recifuri, Galerii de Salix alba și de Populus alba, Vegetație anuală la limita mareei, Râuri mediteraneene cu debit permanent și vegetație de Glaucium flavum, Dune cu vegetație ierboasă Malcolmietalia, Pante stâncoase silicioase cu vegetație casmofită, Dune cu tufărișuri sclerofile Cisto-Lavenduletalia, Faleze cu vegetație de Limonium spp. endemic de pe coastele mediteraneene, Dehesas cu Quercus spp. perene, Râuri mediteraneene cu debit intermitent, cu specii de Paspalo-Agrostidion, Pășuni mediteraneene udate de apa mării (Juncetalia maritimi), Dune de pe litoral fixate cu Crucianellion maritimae, Peșteri inaccesibile publicului, Păduri de Quercus ilex și Quercus rotundifolia, Stepe sărăturate mediteraneene (Limonietalia), Păduri de pin mediteraneene cu pini mezogeni endemici, Vegetație gipsofilă iberică (Gypsophiletalia), Salicornia și alte specii anuale care populează regiunile mlăștinoase și nisipoase, Tufărișuri halo-nitrofile (Pegano-Salsoletea), Pseudostepă cu ierburi și specii anuale de Thero-Brachypodietea, Tufărișuri termo-mediteraneene și de pre-deșert, Pante stâncoase calcaroase cu vegetație casmofită, Lande oro-mediteraneene cu formațiuni endemice de grozamă, Izvoare petrifiante cu formare de travertin (Cratoneurion), Galerii și tufărișuri riverane sudice (Nerio-Tamaricetea și Securinegion tinctoriae).
La baza desemnării sitului se află mai multe specii protejate:
- plante (2): Helianthemum alypoides, Teucrium turredanum
- păsări (5): acvilă de munte (Aquila chrysaetos), Aquila fasciata, Bucanetes githagineus, șoim călător (Falco peregrinus), Pterocles orientalis
- mamifere (3): liliac cu aripi lungi (Miniopterus schreibersii), liliacul mediteranean cu potcoavă (Rhinolophus euryale), liliacul mare cu potcoavă (Rhinolophus ferrumequinum)
- nevertebrate (1): Coenagrion mercuriale
- reptile (2): Mauremys leprosa, Testudo graeca

Pe lângă speciile protejate, pe teritoriul sitului au mai fost identificate 43 de specii de plante.